# Ludwik Sztyrmer

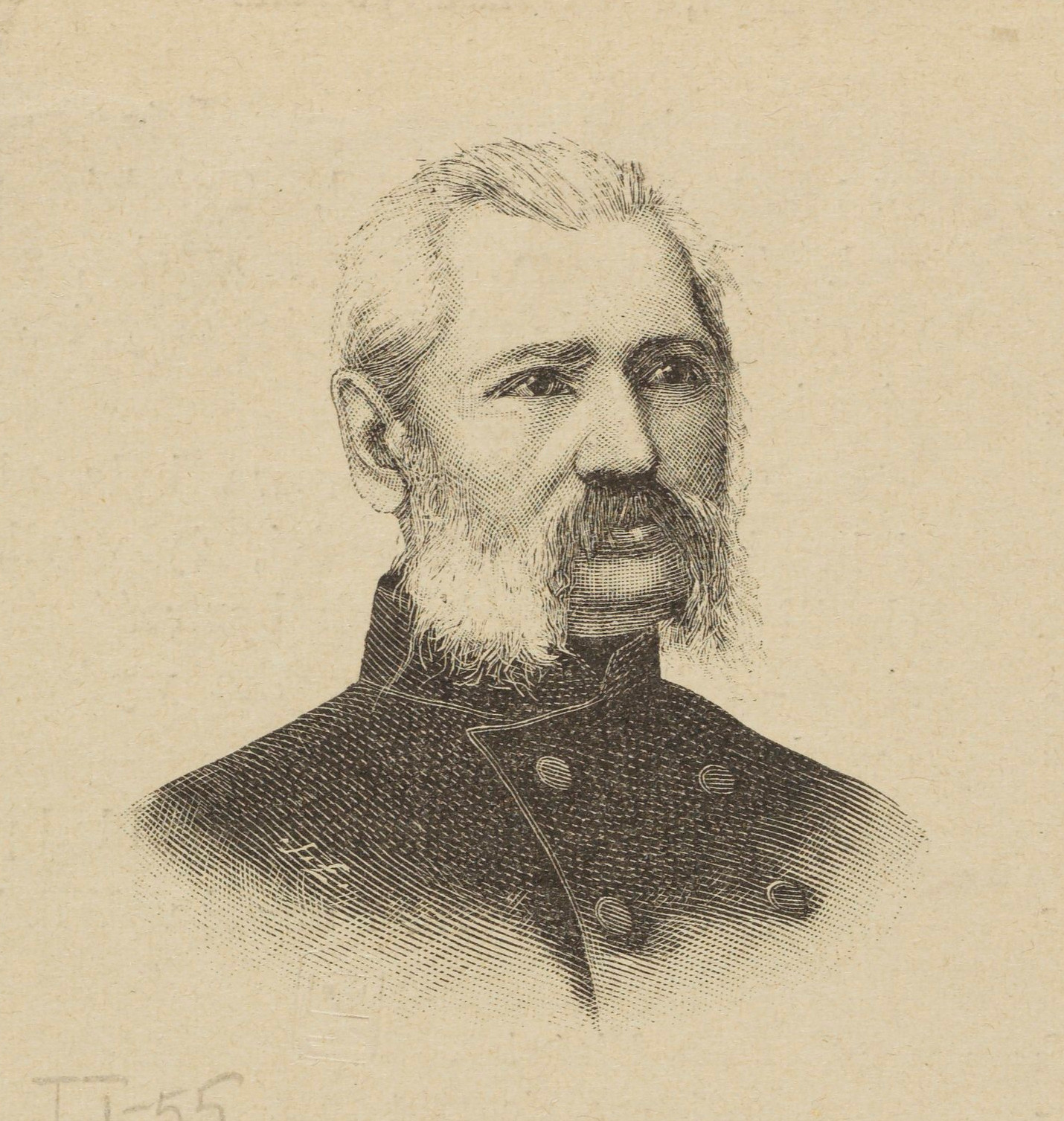
Ludwik Sztyrmer

Ludwik Sztyrmer (sinh ngày 30 tháng 4 năm 1809 tại Płońsk - mất ngày 4 tháng 6 năm 1886 tại Lentvaris) là một tiểu thuyết gia, nhà phê bình văn học và là một người lính người Ba Lan.
Ludwik Sztyrmer sinh tại Plonsk. Ông là con trai của Jacob Stürmer, một bác sĩ quân y người Đức, và Julianna Linkowski, người vợ thứ hai của ông. Năm 1824, ông tốt nghiệp trường thiếu sinh quân ở Kalisz, và năm 1829, ông tốt nghiệp trường quân đội ở Warsaw. Trong thời gian đi học, ông đã phát triển niềm yêu thích văn học. Ông đã đọc nhiều tác phẩm kinh điển của Pháp và thơ ca lãng mạn. Ông cũng học một số ngoại ngữ, và có thể đọc các sách viết bằng tiếng Pháp, Đức và Anh. Năm 1830, ông cho ra mắt tác phẩm đầu tiên của mình, một tiểu luận tâm lý học về từ tính của động vật. Ông đã tham gia Cuộc nổi dậy tháng 11. Trong trận chiến Grochow năm 1831, ông bị quân Nga bắt làm tù binh và đưa đến Wiatka (nay là Kirov).
Năm 1832, Ludwik Sztyrmer gia nhập quân đội Nga. Trong giai đoạn 1832-1834, ông đóng quân phục vụ ở Phần Lan. Trong thời gian lưu tại đây, ông đã viết một cuốn nhật ký. Hiện tại chỉ vài phần của nhật ký này còn được lưu giữ. Năm 1834, ông ghi danh vào học viện quân sự ở St.Petersburg. Khoảng năm 1838, ông kết hôn với Eleanor Janowska. Trong thập niên 1840, nhiều tiểu thuyết của ông được xuất bản, chủ yếu dưới tên của vợ ông là Eleanor Sztyrmer. Ông đã viết một sê-ri tiểu thuyết ngắn với nội dung chủ yếu xoay quanh nhân vật Ngài Pantofel (hay Ngài Slipper). Ludwik Sztyrmer tham gia hội nhà văn St.Petersburg trong những năm 1842-1845. Ông cũng đăng nhiều bài trên Weekly Petersburg dưới bút danh "Gerwazy Bomba". Trong thời gian này, ông kết bạn với Henryk Rzewuski và Józef Emanuel Przecławski. Ông đồng thời là thành viên của St Petersburg Coterie, đây là một nhóm các nhà văn Ba Lan có xuất thân quý tộc và trụ sở của nhóm đặt tại thủ đô của Nga. Vào cuối đời, ông mắc chứng tâm thần, và từ năm 1880 trở đi, ông hoàn toàn bị mất trí.